# Кркский собор

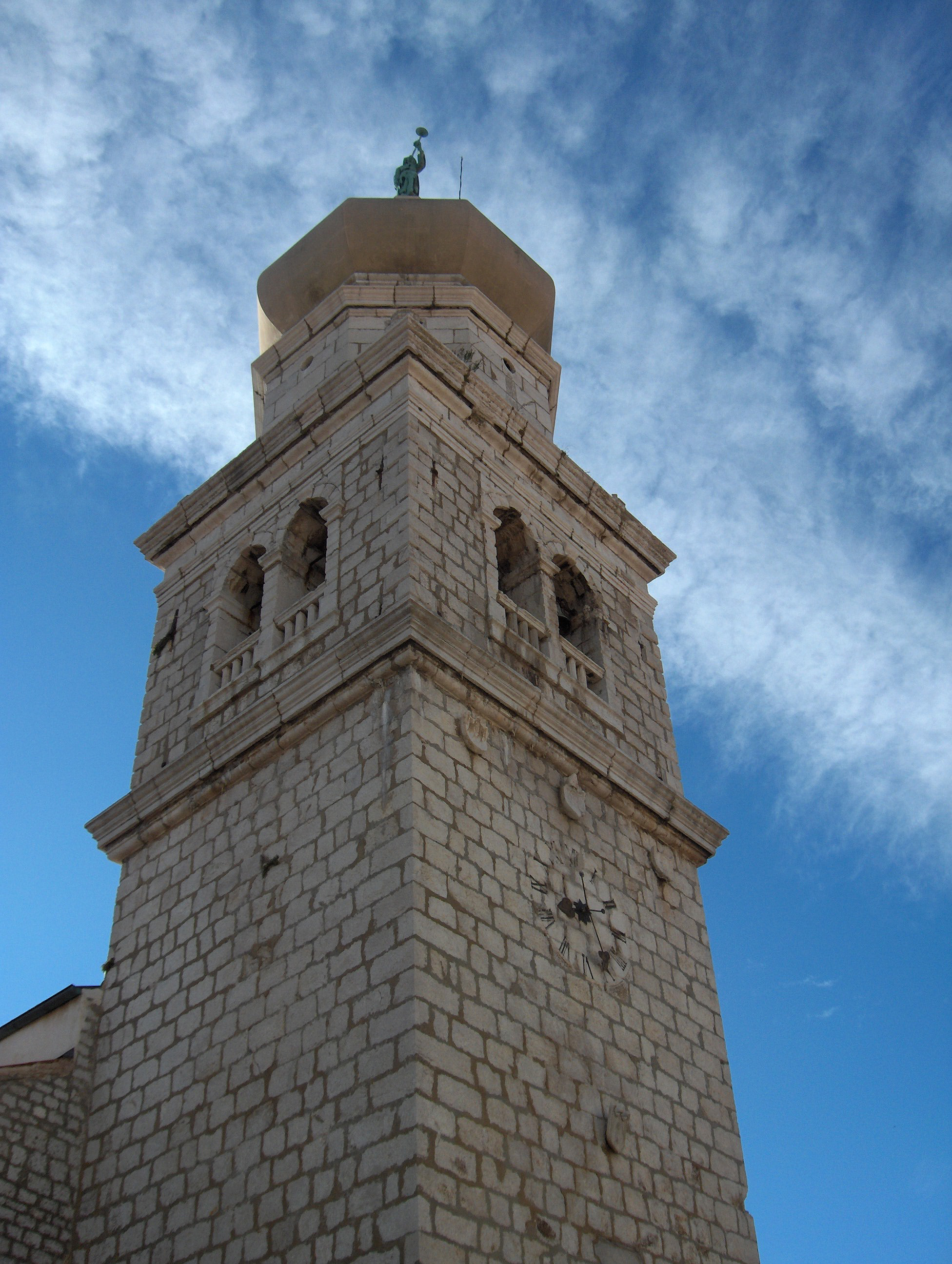
Колокольня

Собор Вознесения Пресвятой Девы Марии (хорв. Katedrala uznesenja blažene Djevice Marije), Кркский собор — католический собор в городе Крк, Хорватия. Кафедральный собор
епархии Крка, памятник архитектуры.
Здание собора возведено в XII веке, первое упоминание о нём относится к 1186 году. Собор построен на месте раннехристианской базилики V—VI веков. Археологические раскопки середины XX века доказали, что на этом месте в римскую эпоху располагались термы, а христиане использовали это место начиная с IV века.
Кркский собор представляет собой часть религиозного комплекса, в который кроме него входит романская церковь св. Квирина (XII век, единственная двухуровневая историческая церковь Хорватии), колокольня XVI века, увенчанная фигурой ангела с трубой, капелла св. Барбары (XV век) и раннехристианский баптистерий V—VI веков.
Собор ориентирован по традиционной для раннехристианских храмов линии восток-запад. Длина собора 40 метров, внутренняя ширина 14,5 метров. Собор трёхнефный, центральный неф отделён от боковых рядами из колонн. Проём между колоннами — 3,1 метра.
Собор несколько раз расширялся и перестраивался, в частности был сооружён ряд капелл вдоль боковых нефов. Около 1450 года глава дома Франкопанов, для которых остров Крк имел особое значение, как место возникновения рода, приказал возвести часовню в честь Святой Барбары, покровительницы семейства. Пол часовни украшен гербом Франкопанов. В 1500 году построены два ренессансных амвона, в 1538 году перестроена и расширена апсида, в 1700 годы сооружены хоры, на которых разместился орган. В 1717 году изготовлен епископский трон.